# Wretches & Jabberers
Wretches & Jabberers är en amerikansk dokumentärfilm från 2011 regisserad av Gerardine Würzburg.
Filmen är producerad av Douglas Biklen och Gerardine Würzburg. Den handlar om två män (Larry Bissonnette och Tracy Thresher) med autism som ger sig iväg på en global resa, för att hjälpa andra med autism att bryta sin isolering. Filmen fick premiär på biografer den 30 juli 2010 i New York och Kalifornien.